# Первозванівська сільська територіальна громада
Первозванівська територіальна громада — територіальна громада в Україні, у Кропивницькому районі Кіровоградської області. Адміністративний центр — село Первозванівка.
Площа громади — 177,91 км², населення — 4254 мешканці (2018) (без Клинцівської сільради).
Утворена 22 березня 2017 року шляхом об'єднання Калинівської, Первозванівської, Степової та Федорівської сільських рад Кіровоградського району.
5 квітня 2019 року внаслідок добровільного приєднання до громади приєдналася Клинцівська сільська рада.

## Населені пункти
У складі громади 19 сіл: Бережинка, Верхівці, Гаївка, Демешкове, Зоря, Калинівка, Клинці, Любо-Надіївка, Макове, Миколаївські Сади, Неопалимівка, Новогригорівка, Паращине Поле, Первозванівка, Покровське, Попівка, Сонячне, Степове та Федорівка.